# Калгак

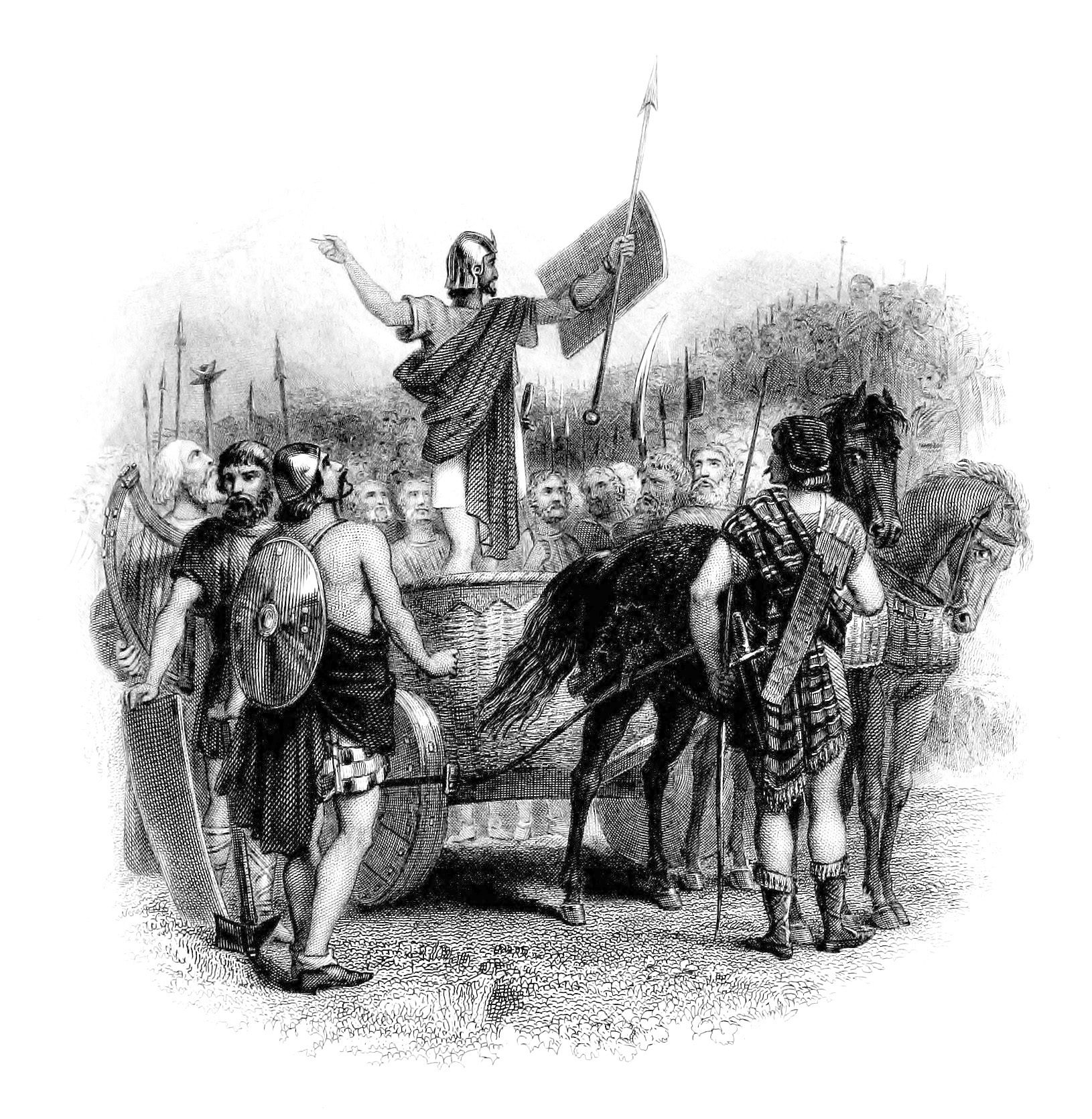
Калгак в представлении британского художника середины XIX века.

Калга́к (лат. Calgacus; возможно, от кельтского *calg-ac-os — «владеющий мечом») — вождь конфедерации каледонских племён в начале 80-х годов н. э., предводитель каледонских войск в битве у Граупийских гор против римлян в 83 или 84 году. О существовании Калгака известно только из «Жизнеописания Юлия Агриколы» римского историка Публия Корнелия Тацита.
Тацит упоминает, что Калгак отличался от других каледонских вождей «доблестью и знатностью происхождения». Перед битвой он якобы произносит длинную речь, в которой обличает захватнические устремления римлян и обосновывает стремление своего народа к сохранению свободы. Впрочем, известно, что Тацит нередко прибегает к описанию культуры и истории других народов, когда по каким-то причинам не желает прямо говорить о тех же самых феноменах применительно к Риму и римлянам. Поэтому в современной историографии существует предположение, что противопоставление свободы и рабства в речи Калгака было обусловлено желанием Тацита высказаться о том, что происходило в современном римском обществе. Маловероятно, что Калгак на самом деле произносил эту речь, особенно в том варианте, который записал римский историк. Вымышленные речи нередко приписывались реальным историческим персонажам в античной историографии.
Судьба Калгака после поражения каледонцев неизвестна.